# Дефектная раскраска
Дефектная раскраска — это вариант правильной раскраски вершин. В правильной раскраске вершин вершины раскрашиваются так, что никакая из смежных вершин не имеют одного цвета. При дефектной раскраске, с другой стороны, вершинам разрешено в известной мере иметь соседей того же цвета.

## История
Дефектную раскраску предложили почти одновременно Бурр и Джексон, Харари и Джонс, Ковины и Вудал. Обзор этих и связанных раскрасок дала Марики Фрик. Ковины (Л. И Р.) и Вудал сфокусировались на графах, вложенных в поверхности и дали полное описание всех k и d, таких что любой планарный граф (k, d)-раскрашиваем. А именно, не существует d таких, что любой планарный граф (1, d)- или (2, d)-раскрашиваем. Существуют планарные графы, которые не (3, 1)-раскрашиваемы, но любой планарный граф имеет (3, 2)-раскраску. Вместе с (4, 0)-раскраской, вытекающей из теоремы о четырёх красках, это решает задачу о дефектном хроматическом числе для плоскости. Пох и Годдар показали, что любой планарный граф имеет специальную (3,2)-раскраску, в которой каждый класс цвета является линейным лесом, и это можно получить из более общего результата Вудала.
Для поверхностей общего вида было показано, что для любого рода {\displaystyle g\geqslant 0} существует число {\displaystyle k=k(g)} такое, что любой граф на поверхности рода {\displaystyle g} (4, k)-раскрашиваем. Этот результат улучшил до (3, k)-раскрашиваемости Дэн Арчдикон.
Для графов общего вида результат Ласло Ловаса 1960-х годов, который был переоткрыт много раз, даёт алгоритм со временем работы {\displaystyle O(\Delta E)} для дефектной раскраски графов с максимальной степенью {\displaystyle \Delta }.

## Определения и терминология

### Дефектная раскраска
{\displaystyle (k,d)}-раскраска графа G — это раскраска вершин графа в k цветов так, что каждая вершина v имеет максимум d соседей того же цвета, что и вершина v. Мы считаем k положительным целым числом (бессмысленно рассматривать случай с нулевым числом цветов, k=0), а d считаем неотрицательным целым. Тогда (k, 0)-раскраска эквивалентна правильной раскраске вершин.

### d-дефектное хроматическое число
Минимальное число цветов k, требующихся для получения (k, d)-раскраски графа G, называется d-дефектным хроматическим числом, {\displaystyle \chi _{d}(G)}.

### Неправильность вершины
Пусть c будет раскраской вершин графа G. Неправильностью вершины v графа G, это число соседей вершин v, которые имеют тот же цвет, что и v. Если неправильность вершины v равна 0, тогда говорят, что вершина v правильно раскрашена.

### Неправильность раскраски вершины
Пусть c будет раскраской вершин графа G. Неправильность раскраски c — это максимум неправильностей всех вершин графа G. Следовательно, неправильность правильной раскраски вершин равна 0.

## Пример

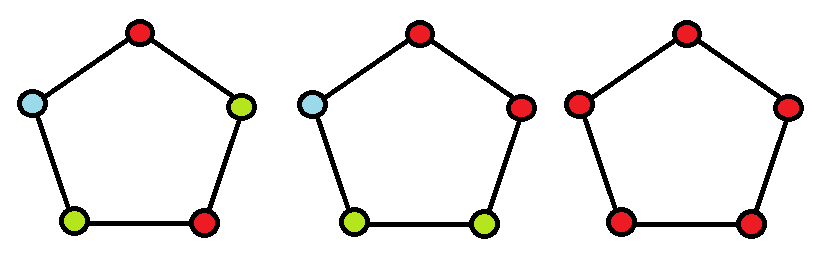
Пример дефектной раскраски цикла с пятью вершинами, когда d=0, 1, 2

Пример дефектной раскраски цикла с пятью вершинами {\displaystyle C_{5}} показан на рисунке. Первый пятиугольник является примером правильной раскраски, или (k, 0)-раскраски. Второй пятиугольник является примером (k, 1)-раскраски, а третий — примером (k, 2)-раскраски. Заметьте, что
{\displaystyle \chi _{0}(C_{5})=\chi (C_{5})=3}
{\displaystyle \chi _{1}(C_{5})=3}
{\displaystyle \chi _{2}(C_{n})=1;\forall n\in \mathbb {N} }

## Свойства
- В терминах теории графов, каждый класс правильной раскраски вершин образует независимое множество, в то время как каждый класс дефектной раскраски образует подграф степени, не превосходящей d[11].
- Если граф (k, d)-раскрашиваем, то он (k′, d′)-раскрашиваем для каждой пары (k′, d′) такой что {\displaystyle k'\geqslant k} и {\displaystyle d'\geqslant d}[1].

## Некоторые результаты

### Любойвнешнепланарный граф(2,2)-раскрашиваем
Доказательство: Пусть {\displaystyle G} будет связным внешнепланарным графом. Пусть {\displaystyle v_{0}} будет произвольной вершиной графа {\displaystyle G}. Пусть {\displaystyle V_{i}} будет набором вершин графа {\displaystyle G} которые находятся на расстоянии {\displaystyle i} от {\displaystyle v_{0}}. Пусть {\displaystyle G_{i}} будет {\displaystyle \langle V_{i}\rangle }, подграфом, порождённым набором вершин {\displaystyle V_{i}}.
Предположим, что {\displaystyle G_{i}} содержит вершину степени 3 или более, тогда он содержит {\displaystyle K_{1,3}} в качестве подграфа. Тогда мы стягиваем все рёбра графа {\displaystyle V_{0}\cup V_{1}\cup ...\cup V_{i-1}}, чтобы получить новый граф {\displaystyle G'}. Следует заметить, что {\displaystyle \langle V_{0}\cup V_{1}\cup ...\cup V_{i-1}\rangle } графа {\displaystyle G'} связен, поскольку любая вершина в {\displaystyle V_{i}} смежна вершине в {\displaystyle V_{i-1}}. Следовательно, стягиванием всех рёбер, упомянутых выше, мы получим граф {\displaystyle G'}, такой что подграф {\displaystyle \langle V_{0}\cup V_{1}\cup ...\cup V_{i-1}\rangle } графа {\displaystyle G'} заменяется одной вершиной, которая смежна всем вершинам в {\displaystyle V_{i}}. Тогда граф {\displaystyle G'} содержит {\displaystyle K_{2,3}} в качестве подграфа. Но любой подграф внешнепланарного графа внешнепланарен, и любой граф, полученный стягиванием рёбер внешнепланарного графа, является внешнепланарным. Из этого следует, что {\displaystyle K_{2,3}} внешнепланарен, чего не может быть. Следовательно, никакой из графов {\displaystyle G_{i}} не содержит вершин степени 3 и выше, откуда следует, что {\displaystyle G} (k, 2)-раскрашиваем.
Следует также заметить, что никакая вершина из {\displaystyle V_{i}} не смежна с какой-либо вершиной {\displaystyle V_{i-1}} или {\displaystyle V_{i+1},i\geqslant 1}, следовательно вершины {\displaystyle V_{i}} могут быть выкрашены в синий цвет, если {\displaystyle i} нечётно, или в красный цвет, если чётно. Следовательно, мы получили (2,2)-раскраску графа {\displaystyle G}.
Следствие: Любой планарный граф (4,2)-раскрашиваем.
Это следует из того, что если {\displaystyle G} планарен, то любой {\displaystyle G_{i}} (как выше) внешнепланарен. Следовательно, любой {\displaystyle G_{i}} (2,2)-раскрашиваем. Следовательно, каждая вершина {\displaystyle V_{i}} может быть раскрашена в красный или синий цвет, если {\displaystyle i} чётно и в зелёный и жёлтый цвет, если {\displaystyle i} нечётно, что даёт (4,2)-раскраску графа {\displaystyle G}.

### Графы без полных миноров
Для любого целого {\displaystyle t} существует целое {\displaystyle N}, такое что любой граф {\displaystyle G} без {\displaystyle K_{t}} миноров является {\displaystyle (t-1,N)}-раскрашиваемым.

### Вычислительная сложность
Дефектная раскраска вычислительно трудна. Задача определения, позволяет ли данный граф {\displaystyle G} (3,1)-раскраску NP-полна, даже в случае, когда {\displaystyle G} имеет максимальную степень вершины 6 или когда он планарен и имеет максимальную степень вершин 7.

## Приложения
Пример приложения дефектной раскраски — задача расписания, в которой вершины представляют работы (скажем, пользователи компьютерной системы), а рёбра представляют конфликты (необходимость доступа к одним и тем же файлам). Разрешение дефекта означает допустимость некоторого порога конфликта — каждый пользователь может, скажем, принять максимально допустимое замедление, вызванное извлечением данных из двух конфликтных файлов, но не более.